# Key-Lime-Air-Flug 308
Der Key-Lime-Air-Flug 308 (Flugnummer IATA: KG308, ICAO: LYM308, Funkrufzeichen: KEY LIME 308) war ein Frachtflug der Key Lime Air vom Northwest Florida Beaches International Airport in Florida zum Southwest Georgia Regional Airport in Georgia am 5. Dezember 2016, auf dem eine Swearingen SA227-AC Metro III nach einem Kontrollverlust in der Luft auseinanderbrach und abstürzte, wobei der an Bord anwesende Pilot getötet wurde.

## Flugzeug
Bei der Maschine handelte es sich um eine 1990 gebaute Swearingen SA227-AC Metro mit der Werksnummer AC-765. Die Maschine wurde am 26. November 1990 an die Air Nelson ausgeliefert, bei der sie mit dem Luftfahrzeugkennzeichen ZK-NSI zugelassen. Die Key Lime Air übernahm die Maschine am 25. September 2003 und ließ sie mit dem Kennzeichen N765FA zu. Das zweimotorige Regionalverkehrsflugzeug war mit zwei Turboproptriebwerken des Typs Garrett TPE331-11U-611G ausgestattet. Bis zum Zeitpunkt des Unfalls hatte die Maschine 24.233 Betriebsstunden absolviert.

## Pilot
Als einziges Besatzungsmitglied befand sich ein 39-jähriger Pilot an Bord, der über eine kumulierte Gesamtflugerfahrung von 11.133 Stunden verfügte. Seine Flugerfahrung mit Maschinen des Typs Swearingen SA-227 Metro belief sich auf 4.670 Flugstunden, wovon er 4.647 Stunden in der Funktion des Pilot flying absolviert hatte.

## Unfallhergang
Die Maschine startete um 20:54 Uhr Ortszeit in Panama City, Florida zu einem Flug nach Albany, Georgia. Als sich die Maschine über dem Luftraum von Georgia befand, warnte der Fluglotse den Piloten vor mäßigen bis starken Niederschlägen entlang der geplanten Flugroute der Maschine. Er schlug eine alternative Flugroute vor, auf der der Pilot 70 Seemeilen nach Nordosten hätte fliegen müssen, um die schwierigsten Wetterverhältnisse zu umfliegen. Der Pilot antwortete, dass er genug Treibstoff für eine solche Umleitung habe, kam jedoch zu dem Schluss, dass er nach dem Sinkflug auf 3.000 Fuß sehen wolle, was das Wetterradar anzeigen würde. Kurz darauf teilte der Pilot dem Fluglotsen mit, dass er beabsichtige, zum Tallahassee International Airport in Florida umzukehren. Die Maschine sank dann von 7.000 Fuß auf 3.700 Fuß, bis der Radar- und Funkkontakt verloren ging.

## Unfalluntersuchung

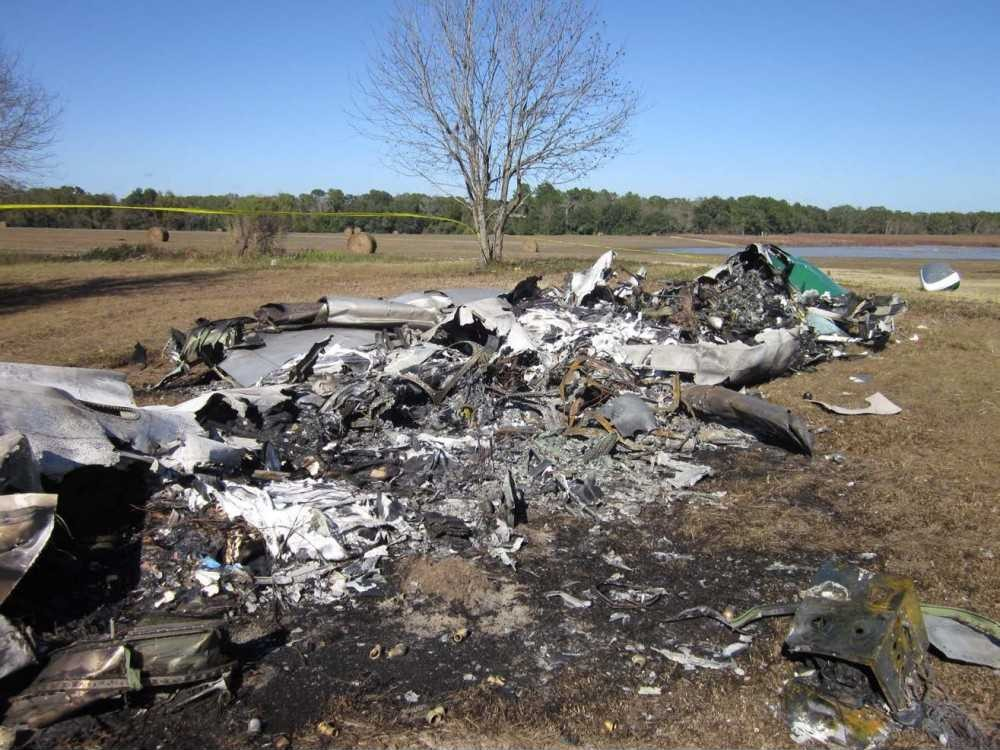
Das Wrack der Maschine

Die Maschine stürzte bei Camilla, Georgia ab. Das Wrack war über ein großes Gebiet verstreut, das ein Baumwollfeld und einen dichten Wald umfasste. Das Trümmerfeld war ungefähr 2640 Fuß lang und 1500 Fuß breit. Ermittler des National Transportation Safety Board konnten feststellen, dass die Maschine vor dem Absturz in der Luft auseinandergebrochen war.

## Ursache
Als Unfallursache wurde die wissentliche Entscheidung des Piloten, den Sinkflug in ein Gebiet einzuleiten, in dem bekanntermaßen widrige Wetterbedingungen herrschten sowie die Entscheidung, diesen Sinkflug fortzusetzen. In der Folge sei es zu einer räumlichen Desorientierung, einem Kontrollverlust und schließlich zum Auseinanderbrechen der Maschine gekommen.